# Вернер Хуг
Вернер Хуг (на немски: Werner Hug) е швейцарски шахматист, международен майстор от 1971 г. През април 2008 г. има ЕЛО рейтинг 2437. Водещ шахматист на Швейцария през 70-те години на 19 век.
През 1968 г. печели швейцарското първенство за юноши. На следващата година на световното първенство за юноши, играе партия в предварителния кръг срещу Анатоли Карпов, в която Хуг пропуска да матира опонента си в два хода и партията завършва реми. Ако Карпов беше загубил тази партия, нямаше да стане световен шампион за юноши до 20 години същата година.
Хуг е награден със звание международен майстор през 1971 г., когато става световен шампион за юноши до 20 години.

## Участия на шахматни олимпиади
Хуг записва в актива си единайдесет участия на шахматни олимпиади. Изиграва 116 партии, ката постига 58,5 т. (23+ 71= 22–). На два пъти се изправя срещу български шахматисти – Милко Бобоцов (реми, 1972) и Васил Спасов (реми, 1994).
| Година | Организатор  | Отбор     | Класиране (отборно) | Дъска         |
| 1972   | Скопие       | Швейцария | 16                  | Първа         |
| 1974   | Ница         | Швейцария | 27                  | Първа         |
| 1976   | Хайфа        | Швейцария | 7                   | Първа         |
| 1978   | Буенос Айрес | Швейцария | 10                  | Втора         |
| 1980   | Валета       | Швейцария | 31                  | Първа         |
| 1982   | Люцерн       | Швейцария | 26                  | Втора         |
| 1984   | Солун        | Швейцария | 49                  | Първа         |
| 1988   | Солун        | Швейцария | 20                  | Втора         |
| 1990   | Нови Сад     | Швейцария | 36                  | Първа резерва |
| 1994   | Москва       | Швейцария | 31                  | Трета         |
| 2000   | Истанбул     | Швейцария | 10                  | Втора резерва |

## Участия на световни отборни първенства
Хуг участва на четири световни първенства. Изиграва общо 24 партии, като не постига победа в никоя от тях (19 ремита). Средната му успеваемост е 39,6 процента.
| Година | Организатор | Отбор     | Класиране (отборно) | Дъска    |
| 1985   | Люцерн      | Швейцария | 6                   | Втора    |
| 1989   | Люцерн      | Швейцария | 6                   | Четвърта |
| 1993   | Люцерн      | Швейцария | 9                   | Трета    |
| 1997   | Люцерн      | Швейцария | 7                   | Четвърта |

## Участия на европейски отборни първенства
Участва общо на пет европейски отборни първенства. Изиграва 31 партии, постигайки 6 победи и 6 загуби. Средната му успеваемост е оценена точно на 50 процента.
| Година | Организатор | Отбор     | Класиране (отборно) | Дъска         |
| 1973   | Бат         | Швейцария | 8                   | Първа         |
| 1989   | Хайфа       | Швейцария | 15                  | Трета         |
| 1992   | Дебрецен    | Швейцария | 33                  | Четвърта      |
| 1997   | Пула        | Швейцария | 14                  | Трета         |
| 2005   | Гьотеборг   | Швейцария | 19                  | Първа резерва |